# Río Baker
Der Río Baker ist ein Fluss in der Region Aisén im chilenischen Teil Patagoniens. Es ist Chiles Fluss mit der höchsten Wasserführung.
Río Baker entsteht aus dem Abfluss des Lago Bertrand, der wiederum über ein kurzes Verbindungsstück (La Pasarela genannt) vom Abfluss des Lago General Carrera gespeist wird.
Der Fluss verläuft südöstlich des Nördlichen Patagonischen Eisfeldes und mündet nahe der Siedlung Caleta Tortel in den Golf von Penas, eine Bucht des Pazifiks.
Es bestehen Pläne der Elektrizitätsgesellschaft ENDESA (Chile), am Rio Baker ein Wasserkraftwerk mit 2400 MW zu errichten. Es handelt sich um das Projekt HidroAysén.

## Nebenflüsse
Wichtigster Nebenfluss ist der Río Cochrane, der dem Lago Cochrane entspringt. Weitere  Nebenströme sind u. a.:
- Río Nef
- Río Chacabuco
- Río del Salto
- Río Colonia
- Río de los Ñadis
- Río Ventisquero
- Río Vargas